# Scymnodon
Scymnodon is een geslacht van kraakbeenvissen uit de familie van Sluimer- of ijshaaien (Somniosidae) en behoort tot de orde van doornhaaiachtigen (Squaliformes). 

## Kenmerken
Het zijn kleine haaien, van ongeveer 70 (kleinbekijshaai) tot 110 (mestandijshaai) centimeter lang.

## Soorten
Het geslacht bevat de volgende 3 soorten:
- Scymnodon ichiharai Yano & Tanaka, 1984
- Scymnodon macracanthus (Regan, 1906) – Langstekelijshaai
- Scymnodon ringens Bocage & Capello, 1864 – Mestandijshaai